# Juan Santos Atahualpa
Juan Santos Atahualpa (ur. ok. 1710, zm. ok. 1756) – XVIII-wieczny peruwiański przywódca religijno-polityczny, lider antyhiszpańskiego powstania.
Nie wiadomo zbyt wiele na temat jego życia. Posługiwał się językiem keczua, urodził się w okolicach Cajamarki lub Cuzco. Został wychowany przez jezuitów, którzy nauczyli go czytać i pisać po hiszpańsku, a także podstaw łaciny. W młodości odbył podróż do Hiszpanii i przypuszczalnie do Afryki.
W pewnym momencie, oskarżony przez władze hiszpańskie o popełnienie morderstwa w Guamance, zbiegł do plemienia Kampów zamieszkałego w rejonie gór Chanchamayo, skąd w 1742 roku poprowadził antyhiszpańską rebelię. Twierdził, że jest prawowitym władcą Inków, potomkiem Atahualpy. Występował jako religijny przywódca, tytułując się Synem Bożym i Mesjaszem, który urodził się w celu uwolnienia tubylczej ludności Ameryki z niewolnictwa u Hiszpanów. Przepowiadał powstanie Kościoła indiańskiego z indiańskimi kapłanami (na co uzyskał rzekomo osobistą zgodę papieża) i odbudowę imperium inkaskiego, w którym jego wyznawcy posiądą na własność hiszpańskie bogactwa. W utworzony przez siebie kult włączył rytualne spożywanie koki.
Prowadzeni przez Juana Santosa powstańcy ujawnili się nagle na obszarze wschodniego Peru w maju 1742 roku, paląc 27 znajdujących się na tym terenie misji prowadzonych przez franciszkanów. Pomimo początkowych sukcesów, nie udało się poderwać do powstania ludności centralnego Peru i rebelia nabrała charakteru wojny podjazdowej, toczonej na terenach prowincji Jauja i Tarma. Wojska hiszpańskie mimo kilkukrotnie ponawianych ekspedycji (1742, 1743, 1746, 1750) nie potrafiły rozgromić kryjących się w głębokiej dżungli powstańców, a sam Juan Santos pozostawał nieuchwytny. Ostatecznie po nieudanej próbie zdobycia miasta Andamarca w 1752 roku rebelia załamała się.
Dokładna data i okoliczności śmierci Juana Santosa nie są znane. Przypuszczalnie dokonał życia w Metraro. Według jednej z wersji zginął, gdy próbując udowodnić swoją boskość rozbił sobie głowę o kamień. Jego zwolennicy twierdzili jednak, że nie umarł, ale obleczony w chmury wstąpił do nieba.